# Liste der Kulturdenkmale in Berlin-Rahnsdorf

Lage von Rahnsdorf in Berlin

In der Liste der Kulturdenkmale von Rahnsdorf sind die Kulturdenkmale des Berliner Ortsteils Rahnsdorf im Bezirk Treptow-Köpenick aufgeführt.

## Denkmalbereiche (Ensembles)
| Nr.      | Lage                          | Offizielle Bezeichnung | Bestandteile / Beschreibung                                                                                 | Bild                                |
| -------- | ----------------------------- | --- | --- | ----------------------------------- |
| 09045572 | Dorfstraße 2H–25 (Lage)       | Fischerdorf Rahnsdorf mit Straßenpflaster, Dorfanger, Dorfkirche und Freiflächen, Gehöften und Wohnhäusern, Vorgärten mit Einfriedungen, rückwärtigen Garten- und Hofanlagen Baudenkmale siehe: Dorfstraße 12, 25, Dorfkirche | Weitere Bestandteile des Ensembles:                                                                         | Weitere Bestandteile des Ensembles: |
| 09045572 | Dorfstraße 2H–25 (Lage)       | Fischerdorf Rahnsdorf mit Straßenpflaster, Dorfanger, Dorfkirche und Freiflächen, Gehöften und Wohnhäusern, Vorgärten mit Einfriedungen, rückwärtigen Garten- und Hofanlagen Baudenkmale siehe: Dorfstraße 12, 25, Dorfkirche | 09045595 – Dorfstraße, Denkmal für August Herrmann, 1930 von Paul Gruson                                    |                                     |
| 09045572 | Dorfstraße 2H–25 (Lage)       | Fischerdorf Rahnsdorf mit Straßenpflaster, Dorfanger, Dorfkirche und Freiflächen, Gehöften und Wohnhäusern, Vorgärten mit Einfriedungen, rückwärtigen Garten- und Hofanlagen Baudenkmale siehe: Dorfstraße 12, 25, Dorfkirche | 09045574 – Dorfstraße 2 H, Wohnhaus, um 1860                                                                |                                     |
| 09045572 | Dorfstraße 2H–25 (Lage)       | Fischerdorf Rahnsdorf mit Straßenpflaster, Dorfanger, Dorfkirche und Freiflächen, Gehöften und Wohnhäusern, Vorgärten mit Einfriedungen, rückwärtigen Garten- und Hofanlagen Baudenkmale siehe: Dorfstraße 12, 25, Dorfkirche | Stall, 1881                                                                                                 |                                     |
| 09045572 | Dorfstraße 2H–25 (Lage)       | Fischerdorf Rahnsdorf mit Straßenpflaster, Dorfanger, Dorfkirche und Freiflächen, Gehöften und Wohnhäusern, Vorgärten mit Einfriedungen, rückwärtigen Garten- und Hofanlagen Baudenkmale siehe: Dorfstraße 12, 25, Dorfkirche | 09045573 – Dorfstraße 2 I, Wohnhaus, um 1900, Umbau 1924 von Gerhard Matzke                                 |                                     |
| 09045572 | Dorfstraße 2H–25 (Lage)       | Fischerdorf Rahnsdorf mit Straßenpflaster, Dorfanger, Dorfkirche und Freiflächen, Gehöften und Wohnhäusern, Vorgärten mit Einfriedungen, rückwärtigen Garten- und Hofanlagen Baudenkmale siehe: Dorfstraße 12, 25, Dorfkirche | Veranda, 1925 von Nerlich                                                                                   |                                     |
| 09045572 | Dorfstraße 2H–25 (Lage)       | Fischerdorf Rahnsdorf mit Straßenpflaster, Dorfanger, Dorfkirche und Freiflächen, Gehöften und Wohnhäusern, Vorgärten mit Einfriedungen, rückwärtigen Garten- und Hofanlagen Baudenkmale siehe: Dorfstraße 12, 25, Dorfkirche | 09045575 – Dorfstraße 3, Mietshaus, 1912                                                                    |                                     |
| 09045572 | Dorfstraße 2H–25 (Lage)       | Fischerdorf Rahnsdorf mit Straßenpflaster, Dorfanger, Dorfkirche und Freiflächen, Gehöften und Wohnhäusern, Vorgärten mit Einfriedungen, rückwärtigen Garten- und Hofanlagen Baudenkmale siehe: Dorfstraße 12, 25, Dorfkirche | Scheune, vor 1887, Umbau zum Wohnhaus 1938–1939 von Rudolf Müller                                           |                                     |
| 09045572 | Dorfstraße 2H–25 (Lage)       | Fischerdorf Rahnsdorf mit Straßenpflaster, Dorfanger, Dorfkirche und Freiflächen, Gehöften und Wohnhäusern, Vorgärten mit Einfriedungen, rückwärtigen Garten- und Hofanlagen Baudenkmale siehe: Dorfstraße 12, 25, Dorfkirche | 09045576 – Dorfstraße 4, Wohnhaus, nach 1860                                                                |                                     |
| 09045572 | Dorfstraße 2H–25 (Lage)       | Fischerdorf Rahnsdorf mit Straßenpflaster, Dorfanger, Dorfkirche und Freiflächen, Gehöften und Wohnhäusern, Vorgärten mit Einfriedungen, rückwärtigen Garten- und Hofanlagen Baudenkmale siehe: Dorfstraße 12, 25, Dorfkirche | Nebengebäude 1881, Umbauten 1930er und 1940er Jahre                                                         |                                     |
| 09045572 | Dorfstraße 2H–25 (Lage)       | Fischerdorf Rahnsdorf mit Straßenpflaster, Dorfanger, Dorfkirche und Freiflächen, Gehöften und Wohnhäusern, Vorgärten mit Einfriedungen, rückwärtigen Garten- und Hofanlagen Baudenkmale siehe: Dorfstraße 12, 25, Dorfkirche | 09045577 – Dorfstraße 5, Wohnhaus, um 1860 mit Vorgarteneinfriedung, 1907                                   |                                     |
| 09045572 | Dorfstraße 2H–25 (Lage)       | Fischerdorf Rahnsdorf mit Straßenpflaster, Dorfanger, Dorfkirche und Freiflächen, Gehöften und Wohnhäusern, Vorgärten mit Einfriedungen, rückwärtigen Garten- und Hofanlagen Baudenkmale siehe: Dorfstraße 12, 25, Dorfkirche | Stallgebäude, 1883 und 1894                                                                                 |                                     |
| 09045572 | Dorfstraße 2H–25 (Lage)       | Fischerdorf Rahnsdorf mit Straßenpflaster, Dorfanger, Dorfkirche und Freiflächen, Gehöften und Wohnhäusern, Vorgärten mit Einfriedungen, rückwärtigen Garten- und Hofanlagen Baudenkmale siehe: Dorfstraße 12, 25, Dorfkirche | 09045578 – Dorfstraße 6, Wohnhaus mit Einfriedung, um 1875                                                  |                                     |
| 09045572 | Dorfstraße 2H–25 (Lage)       | Fischerdorf Rahnsdorf mit Straßenpflaster, Dorfanger, Dorfkirche und Freiflächen, Gehöften und Wohnhäusern, Vorgärten mit Einfriedungen, rückwärtigen Garten- und Hofanlagen Baudenkmale siehe: Dorfstraße 12, 25, Dorfkirche | Stall, Scheune, um 1875                                                                                     |                                     |
| 09045572 | Dorfstraße 2H–25 (Lage)       | Fischerdorf Rahnsdorf mit Straßenpflaster, Dorfanger, Dorfkirche und Freiflächen, Gehöften und Wohnhäusern, Vorgärten mit Einfriedungen, rückwärtigen Garten- und Hofanlagen Baudenkmale siehe: Dorfstraße 12, 25, Dorfkirche | 09045579 – Dorfstraße 7, Wohnhaus, um 1875                                                                  |                                     |
| 09045572 | Dorfstraße 2H–25 (Lage)       | Fischerdorf Rahnsdorf mit Straßenpflaster, Dorfanger, Dorfkirche und Freiflächen, Gehöften und Wohnhäusern, Vorgärten mit Einfriedungen, rückwärtigen Garten- und Hofanlagen Baudenkmale siehe: Dorfstraße 12, 25, Dorfkirche | Scheune, Stall, um 1875                                                                                     |                                     |
| 09045572 | Dorfstraße 2H–25 (Lage)       | Fischerdorf Rahnsdorf mit Straßenpflaster, Dorfanger, Dorfkirche und Freiflächen, Gehöften und Wohnhäusern, Vorgärten mit Einfriedungen, rückwärtigen Garten- und Hofanlagen Baudenkmale siehe: Dorfstraße 12, 25, Dorfkirche | 09045580 – Dorfstraße 8, Wohnhaus, 1875                                                                     |                                     |
| 09045572 | Dorfstraße 2H–25 (Lage)       | Fischerdorf Rahnsdorf mit Straßenpflaster, Dorfanger, Dorfkirche und Freiflächen, Gehöften und Wohnhäusern, Vorgärten mit Einfriedungen, rückwärtigen Garten- und Hofanlagen Baudenkmale siehe: Dorfstraße 12, 25, Dorfkirche | 09045581 – Dorfstraße 9, Wohnhaus, Scheune, um 1875, Umbau 1877 von H. Carlitscheck                         |                                     |
| 09045572 | Dorfstraße 2H–25 (Lage)       | Fischerdorf Rahnsdorf mit Straßenpflaster, Dorfanger, Dorfkirche und Freiflächen, Gehöften und Wohnhäusern, Vorgärten mit Einfriedungen, rückwärtigen Garten- und Hofanlagen Baudenkmale siehe: Dorfstraße 12, 25, Dorfkirche | Bootsschuppen, 1925                                                                                         |                                     |
| 09045572 | Dorfstraße 2H–25 (Lage)       | Fischerdorf Rahnsdorf mit Straßenpflaster, Dorfanger, Dorfkirche und Freiflächen, Gehöften und Wohnhäusern, Vorgärten mit Einfriedungen, rückwärtigen Garten- und Hofanlagen Baudenkmale siehe: Dorfstraße 12, 25, Dorfkirche | 09045582 – Dorfstraße 9A, Wohnhaus, um 1865                                                                 |                                     |
| 09045572 | Dorfstraße 2H–25 (Lage)       | Fischerdorf Rahnsdorf mit Straßenpflaster, Dorfanger, Dorfkirche und Freiflächen, Gehöften und Wohnhäusern, Vorgärten mit Einfriedungen, rückwärtigen Garten- und Hofanlagen Baudenkmale siehe: Dorfstraße 12, 25, Dorfkirche | 09045583 – Dorfstraße 10, Wohnhaus, nach 1860, 1875 Umbau von H. Carlitscheck, 1924 Umbau von Herbert Rühle |                                     |
| 09045572 | Dorfstraße 2H–25 (Lage)       | Fischerdorf Rahnsdorf mit Straßenpflaster, Dorfanger, Dorfkirche und Freiflächen, Gehöften und Wohnhäusern, Vorgärten mit Einfriedungen, rückwärtigen Garten- und Hofanlagen Baudenkmale siehe: Dorfstraße 12, 25, Dorfkirche | Stall, 1878; Bootsschuppen, 1931; Lauben, 1930er und 1950er Jahre                                           |                                     |
| 09045572 | Dorfstraße 2H–25 (Lage)       | Fischerdorf Rahnsdorf mit Straßenpflaster, Dorfanger, Dorfkirche und Freiflächen, Gehöften und Wohnhäusern, Vorgärten mit Einfriedungen, rückwärtigen Garten- und Hofanlagen Baudenkmale siehe: Dorfstraße 12, 25, Dorfkirche | 09045584 – Dorfstraße 10A, Ruderclub und Bootshaus, 1924 von Heumann, Umbau 1938                            |                                     |
| 09045572 | Dorfstraße 2H–25 (Lage)       | Fischerdorf Rahnsdorf mit Straßenpflaster, Dorfanger, Dorfkirche und Freiflächen, Gehöften und Wohnhäusern, Vorgärten mit Einfriedungen, rückwärtigen Garten- und Hofanlagen Baudenkmale siehe: Dorfstraße 12, 25, Dorfkirche | 09045585 – Dorfstraße 11, Wohnhaus, um 1865, Umbau 1938                                                     |                                     |
| 09045572 | Dorfstraße 2H–25 (Lage)       | Fischerdorf Rahnsdorf mit Straßenpflaster, Dorfanger, Dorfkirche und Freiflächen, Gehöften und Wohnhäusern, Vorgärten mit Einfriedungen, rückwärtigen Garten- und Hofanlagen Baudenkmale siehe: Dorfstraße 12, 25, Dorfkirche | Stall, 1881; Waschhaus, 1925                                                                                |                                     |
| 09045572 | Dorfstraße 2H–25 (Lage)       | Fischerdorf Rahnsdorf mit Straßenpflaster, Dorfanger, Dorfkirche und Freiflächen, Gehöften und Wohnhäusern, Vorgärten mit Einfriedungen, rückwärtigen Garten- und Hofanlagen Baudenkmale siehe: Dorfstraße 12, 25, Dorfkirche | 09045586 – Dorfstraße 13, Wohnhaus, nach 1872                                                               |                                     |
| 09045572 | Dorfstraße 2H–25 (Lage)       | Fischerdorf Rahnsdorf mit Straßenpflaster, Dorfanger, Dorfkirche und Freiflächen, Gehöften und Wohnhäusern, Vorgärten mit Einfriedungen, rückwärtigen Garten- und Hofanlagen Baudenkmale siehe: Dorfstraße 12, 25, Dorfkirche | Umbau der Scheune zum Bootshaus, 1928 von Rudolf Merkler, Anbau 1938                                        |                                     |
| 09045572 | Dorfstraße 2H–25 (Lage)       | Fischerdorf Rahnsdorf mit Straßenpflaster, Dorfanger, Dorfkirche und Freiflächen, Gehöften und Wohnhäusern, Vorgärten mit Einfriedungen, rückwärtigen Garten- und Hofanlagen Baudenkmale siehe: Dorfstraße 12, 25, Dorfkirche | 09045587 – Dorfstraße 14, Dorfkrug, nach 1872, Umbau 1946                                                   |                                     |
| 09045572 | Dorfstraße 2H–25 (Lage)       | Fischerdorf Rahnsdorf mit Straßenpflaster, Dorfanger, Dorfkirche und Freiflächen, Gehöften und Wohnhäusern, Vorgärten mit Einfriedungen, rückwärtigen Garten- und Hofanlagen Baudenkmale siehe: Dorfstraße 12, 25, Dorfkirche | 09045588 – Dorfstraße 15, Wohnhaus, nach 1872                                                               |                                     |
| 09045572 | Dorfstraße 2H–25 (Lage)       | Fischerdorf Rahnsdorf mit Straßenpflaster, Dorfanger, Dorfkirche und Freiflächen, Gehöften und Wohnhäusern, Vorgärten mit Einfriedungen, rückwärtigen Garten- und Hofanlagen Baudenkmale siehe: Dorfstraße 12, 25, Dorfkirche | Scheune, nach 1872                                                                                          |                                     |
| 09045572 | Dorfstraße 2H–25 (Lage)       | Fischerdorf Rahnsdorf mit Straßenpflaster, Dorfanger, Dorfkirche und Freiflächen, Gehöften und Wohnhäusern, Vorgärten mit Einfriedungen, rückwärtigen Garten- und Hofanlagen Baudenkmale siehe: Dorfstraße 12, 25, Dorfkirche | 09045589 – Dorfstraße 16, Wohnhaus, um 1880                                                                 |                                     |
| 09045572 | Dorfstraße 2H–25 (Lage)       | Fischerdorf Rahnsdorf mit Straßenpflaster, Dorfanger, Dorfkirche und Freiflächen, Gehöften und Wohnhäusern, Vorgärten mit Einfriedungen, rückwärtigen Garten- und Hofanlagen Baudenkmale siehe: Dorfstraße 12, 25, Dorfkirche | Scheune, um 1880                                                                                            |                                     |
| 09045572 | Dorfstraße 2H–25 (Lage)       | Fischerdorf Rahnsdorf mit Straßenpflaster, Dorfanger, Dorfkirche und Freiflächen, Gehöften und Wohnhäusern, Vorgärten mit Einfriedungen, rückwärtigen Garten- und Hofanlagen Baudenkmale siehe: Dorfstraße 12, 25, Dorfkirche | 09045590 – Dorfstraße 17, Mietshaus, 1900, Umbau                                                            |                                     |
| 09045572 | Dorfstraße 2H–25 (Lage)       | Fischerdorf Rahnsdorf mit Straßenpflaster, Dorfanger, Dorfkirche und Freiflächen, Gehöften und Wohnhäusern, Vorgärten mit Einfriedungen, rückwärtigen Garten- und Hofanlagen Baudenkmale siehe: Dorfstraße 12, 25, Dorfkirche | Nebengebäude 1920er Jahre                                                                                   |                                     |
| 09045572 | Dorfstraße 2H–25 (Lage)       | Fischerdorf Rahnsdorf mit Straßenpflaster, Dorfanger, Dorfkirche und Freiflächen, Gehöften und Wohnhäusern, Vorgärten mit Einfriedungen, rückwärtigen Garten- und Hofanlagen Baudenkmale siehe: Dorfstraße 12, 25, Dorfkirche | 09045591 – Dorfstraße 18, Mietshaus mit Gasthaus, 1904 von Oskar Schäke, Erweiterung 1926                   |                                     |
| 09045572 | Dorfstraße 2H–25 (Lage)       | Fischerdorf Rahnsdorf mit Straßenpflaster, Dorfanger, Dorfkirche und Freiflächen, Gehöften und Wohnhäusern, Vorgärten mit Einfriedungen, rückwärtigen Garten- und Hofanlagen Baudenkmale siehe: Dorfstraße 12, 25, Dorfkirche | 09045592 – Dorfstraße 19, Wohnhaus nach 1872, mit Giebel von 1910, Ladenanbau, 1892                         |                                     |
| 09045572 | Dorfstraße 2H–25 (Lage)       | Fischerdorf Rahnsdorf mit Straßenpflaster, Dorfanger, Dorfkirche und Freiflächen, Gehöften und Wohnhäusern, Vorgärten mit Einfriedungen, rückwärtigen Garten- und Hofanlagen Baudenkmale siehe: Dorfstraße 12, 25, Dorfkirche | 09045593 – Dorfstraße 20, Wohnhaus mit Einfriedung, nach 1860                                               |                                     |
| 09045572 | Dorfstraße 2H–25 (Lage)       | Fischerdorf Rahnsdorf mit Straßenpflaster, Dorfanger, Dorfkirche und Freiflächen, Gehöften und Wohnhäusern, Vorgärten mit Einfriedungen, rückwärtigen Garten- und Hofanlagen Baudenkmale siehe: Dorfstraße 12, 25, Dorfkirche | Stall, nach 1860                                                                                            |                                     |
| 09045572 | Dorfstraße 2H–25 (Lage)       | Fischerdorf Rahnsdorf mit Straßenpflaster, Dorfanger, Dorfkirche und Freiflächen, Gehöften und Wohnhäusern, Vorgärten mit Einfriedungen, rückwärtigen Garten- und Hofanlagen Baudenkmale siehe: Dorfstraße 12, 25, Dorfkirche | 09045594 – Dorfstraße 21, Wohnhaus, um 1885                                                                 |                                     |
| 09045572 | Dorfstraße 2H–25 (Lage)       | Fischerdorf Rahnsdorf mit Straßenpflaster, Dorfanger, Dorfkirche und Freiflächen, Gehöften und Wohnhäusern, Vorgärten mit Einfriedungen, rückwärtigen Garten- und Hofanlagen Baudenkmale siehe: Dorfstraße 12, 25, Dorfkirche | Nebengebäude, um 1885                                                                                       |                                     |
| 09045572 | Dorfstraße 2H–25 (Lage)       | Fischerdorf Rahnsdorf mit Straßenpflaster, Dorfanger, Dorfkirche und Freiflächen, Gehöften und Wohnhäusern, Vorgärten mit Einfriedungen, rückwärtigen Garten- und Hofanlagen Baudenkmale siehe: Dorfstraße 12, 25, Dorfkirche | Ehemaliger Bestandteil des Ensembles:                                                                       |                                     |
| 09045572 | Dorfstraße 2H–25 (Lage)       | Fischerdorf Rahnsdorf mit Straßenpflaster, Dorfanger, Dorfkirche und Freiflächen, Gehöften und Wohnhäusern, Vorgärten mit Einfriedungen, rückwärtigen Garten- und Hofanlagen Baudenkmale siehe: Dorfstraße 12, 25, Dorfkirche | 09096516 – Vorgärten und rückwärtige Nutzgärten                                                             |                                     |
| 09045599 | Lindenstraße 20–22 (Lage)     | Wohnhausgruppe Baudenkmal siehe: Lindenstraße 20 | Weitere Bestandteile des Ensembles:                                                                         | Weitere Bestandteile des Ensembles: |
| 09045599 | Lindenstraße 20–22 (Lage)     | Wohnhausgruppe Baudenkmal siehe: Lindenstraße 20 | 09045601 – Lindenstraße 21, Wohnhaus, um 1895                                                               | Lindenstraße 21                     |
| 09045599 | Lindenstraße 20–22 (Lage)     | Wohnhausgruppe Baudenkmal siehe: Lindenstraße 20 | 09045602 – Lindenstraße 22, Wohnhaus, um 1895                                                               |                                     |
| 09045603 | Springeberger Weg 8/10 (Lage) | Kupferhäuser Baudenkmal siehe: Springeberger Weg 10 | Weiterer Bestandteil des Ensembles:                                                                         | Weiterer Bestandteil des Ensembles: |
| 09045603 | Springeberger Weg 8/10 (Lage) | Kupferhäuser Baudenkmal siehe: Springeberger Weg 10 | 09045604 – Springeberger Weg 8, Kupferhaus, um 1930                                                         | Springeberger Weg 8                 |

## Denkmalbereiche (Gesamtanlagen)
| Nr.      | Lage                                            | Offizielle Bezeichnung                                 | Beschreibung | Bild                 |
| -------- | ----------------------------------------------- | ------------------------------------------------------ | --- | -------------------- |
| 09045754 | Alter Fischerweg (Lage)                         | S-Bahnhof Rahnsdorf                                    | Empfangsgebäude und Brücke, um 1900 von Waldemar Suadicani | Bahnhof Rahnsdorf    |
| 09045754 | Alter Fischerweg (Lage)                         | S-Bahnhof Rahnsdorf                                    | Treppe zum Bahnsteig, um 1900 von Waldemar Suadicani | Bahnhof Rahnsdorf    |
| 09045754 | Alter Fischerweg (Lage)                         | S-Bahnhof Rahnsdorf                                    | Gleichrichterwerk, 1927–1928 von Richard Brademann | Bahnhof Rahnsdorf    |
| 09045770 | Fürstenwalder Damm 838 (Lage)                   | Strandbad Müggelsee                                    | Terrassengebäude, 1929–1930 von Martin Wagner und Hennings | Strandbad vom Strand |
| 09045770 | Fürstenwalder Damm 838 (Lage)                   | Strandbad Müggelsee                                    | Eingangshalle und Pförtnerwohnung | Strandbad Eingang    |
| 09045770 | Fürstenwalder Damm 838 (Lage)                   | Plastik Maja                                           | Bronzefigur, um 1931 von Fritz Klimsch; um 2000 abmontiert und am Museum Köpenick, Alter Markt 3, aufgestellt                                                                                    |                      |
| 09045769 | Grenzbergeweg 38 Fahlenbergstraße 29, 35 (Lage) | Heilanstalt der Norddeutschen Holzberufsgenossenschaft | Verwaltungsgebäude, 1894 |                      |
| 09045769 | Grenzbergeweg 38 Fahlenbergstraße 29, 35 (Lage) | Heilanstalt der Norddeutschen Holzberufsgenossenschaft | Bettenpavillons, 1894 |                      |
| 09045769 | Grenzbergeweg 38 Fahlenbergstraße 29, 35 (Lage) | Heilanstalt der Norddeutschen Holzberufsgenossenschaft | Operationssaal und Krankenhaushof, 1894 |                      |
| 09045769 | Grenzbergeweg 38 Fahlenbergstraße 29, 35 (Lage) | Heilanstalt der Norddeutschen Holzberufsgenossenschaft | Nicht konstituierende Bestandteile der Gesamtanlage: Fahlenbergstraße 29, 35 (nordwestliches Seniorenwohnheim), Grenzbergeweg 38 (nordöstliches Wohngebäude und südöstliches Wirtschaftsgebäude) |                      |
| 09045817 | Schönblicker Straße (Lage)                      | S-Bahnhof Wilhelmshagen                                | Westeingang, 1899–1902 von Waldemar Suadicani und Karl Cornelius |                      |
| 09045817 | Schönblicker Straße (Lage)                      | S-Bahnhof Wilhelmshagen                                | Osteingang, 1899–1902 von Waldemar Suadicani und Karl Cornelius |                      |
| 09045817 | Schönblicker Straße (Lage)                      | S-Bahnhof Wilhelmshagen                                | Bahnsteig, 1899–1902 von Waldemar Suadicani und Karl Cornelius |                      |

## Baudenkmale
| Nr.      | Lage                                             | Offizielle Bezeichnung                                                  | Beschreibung | Bild |
| -------- | ------------------------------------------------ | ----------------------------------------------------------------------- | --- | ---- |
| 09076013 | Ahornstraße 19 (Lage)                            | Hirsch-Kupferhaus, „Kupfercastell“                                      | 1931 für den Konfitürenfabrikanten Georg Almstedt                                                               |      |
| 09045597 | Dorfstraße (Lage)                                | Dorfkirche Bestandteil der Ensembles: Fischerdorf Rahnsdorf             | 1886–1887 von Friedrich Adler                                                                                   |      |
| 09045598 | Dorfstraße 12 (Lage)                             | Wohnhaus Bestandteil der Ensembles: Fischerdorf Rahnsdorf               | nach 1872 |      |
| 09045598 | Dorfstraße 12 (Lage)                             | Wohnhaus Bestandteil der Ensembles: Fischerdorf Rahnsdorf               | Stall |      |
| 09045596 | Dorfstraße 25 (Lage)                             | Dorfschule Bestandteil der Ensembles: Fischerdorf Rahnsdorf             | ach 1872 |      |
| 09045771 | Fürstenwalder Allee (vor Nr. 26) (Lage)          | Gedenkstein für die Freiheitskriege                                     | 1918 |      |
| 09045773 | Fürstenwalder Allee 93 Heidelandstraße 34 (Lage) | Friedhofskapelle                                                        | um 1911–1912 von Felix Michaelis und Carl Dietrich                                                              |      |
| 09045767 | Kanalstraße 21 (Lage)                            | Villa                                                                   | 1912 von Carl Krell                                                                                             |      |
| 09045767 | Kanalstraße 21 (Lage)                            | Denkmalverlust: Nebengebäude                                            | Abriss um 2006                                                                                                  |      |
| 09045768 | Kanalstraße 30 (Lage)                            | Villa                                                                   | 1896–1897 Kurze Straße                                                                                          |      |
| 09045600 | Lindenstraße 20 (Lage)                           | Wohnhaus Bestandteil der Ensembles: Fischerdorf Rahnsdorf               | um 1905 |      |
| 09045774 | Lutherstraße 1/3 (Lage)                          | Schweizerhaus                                                           | Wohnhaus, 1903 von G. Bruchmann                                                                                 |      |
| 09045774 | Lutherstraße 1/3 (Lage)                          | Schweizerhaus                                                           | Gartenhaus |      |
| 09045772 | Mühlenweg Fürstenwalder Allee (Lage)             | Mühlsteine der Rahnsdorfer Mühle                                        | |      |
| 09020342 | Saarower Weg 51 (Lage)                           | Ev. Friedhof Berlin-Wilhelmshagen, Abt. C, Reihe 9, Grabstätte Gramatté | 1929 von Alois Scherhag                                                                                         |      |
| 09045804 | Schönblicker Straße (Lage)                       | Taborkirche                                                             | 1910–1911 von Jürgensen & Bachmann (siehe Gartendenkmal Schönblicker Straße)                                    |      |
| 09045805 | Schonungsberg Kolpiner Weg (Lage)                | Gefallenendenkmal                                                       | 1927–1929 von Kurt Lange und Otto Wenzel, 1955 Umwandlung zum Ehrenmal für die „Opfer von Faschismus und Krieg“ |      |
| 09045605 | Springeberger Weg 10 (Lage)                      | Kupferhaus Bestandteil der Ensembles: Fischerdorf Rahnsdorf             | um 1930 |      |
| 09045808 | Waldstraße 50 (Lage)                             | Waldkapelle Zum anklopfenden Christus                                   | 1910 von Jürgensen & Bachmann                                                                                   |      |
| 09045809 | Wiebelskircher Weg 22/24 (Lage)                  | Doppelhaus                                                              | um 1895 |      |
| 09045810 | Wiebelskircher Weg 66 (Lage)                     | Villa                                                                   | 1905–1906 von August Meißner                                                                                    |      |

## Gartendenkmale
| Nr.      | Lage                                                     | Offizielle Bezeichnung               | Beschreibung | Bild |
| -------- | -------------------------------------------------------- | ------------------------------------ | --- | ---- |
| 09046025 | Geschwister-Scholl-Straße (Schöneiche bei Berlin) (Lage) | Sowjetisches Ehrenmal mit Grünanlage | um 1950; das Denkmal liegt zum Teil auf dem Gebiet der brandenburgischen Gemeinde Schöneiche bei Berlin und es war ein Kulturdenkmal des Landes Brandenburg. Die Nutzung erfolgt weitestgehend durch die Bewohner Schöneiches, da Ansiedlungen von Berlinern vergleichsweise weit entfernt sind. |      |
| 09046035 | Schönblicker Straße (Lage)                               | Freifläche um die Taborkirche        | 1910–1911 von Jürgensen & Bachmann (siehe Baudenkmal Taborkirche) |      |

## Bodendenkmale
| Nr.      | Lage                           | Offizielle Bezeichnung                         | Beschreibung                       | Bild |
| -------- | ------------------------------ | ---------------------------------------------- | ---------------------------------- | ---- |
| 09020138 | Fürstenwalder Allee 401 (Lage) | NS-Arbeitsdurchgangslager Berlin-Wilhelmshagen | (GBI-Lager 104 und 105), 1942–1945 |      |